# Chiesa di San Bartolomeo (Colle di Val d'Elsa)
La chiesa di San Bartolomeo è un luogo di culto cattolico situato nella frazione di Campiglia dei Foci, nel comune di Colle di Val d'Elsa, in provincia di Siena, all'interno dell'arcidiocesi di Siena-Colle di Val d'Elsa-Montalcino.

## Storia e descrizione
Le prime notizie si hanno alla fine del XIII secolo.
Posta sulla via che da Colle di Val d'Elsa conduce a Volterra, ha aumentato la sua importanza, per l'incremento della popolazione di Campiglia e delle relative decime, solo alla fine del 1600 (fu infatti nominata prioria nel 1646), quando furono fatti importanti lavori per adeguare l'edificio romanico ai nuovi canoni estetici dell'epoca.
Dell'edificio romanico originario, risalente quasi sicuramente al XII secolo, restano solo alcune testimonianze sulla parete settentrionale (in travertino) dove è visibile il vecchio portale laterale con arco a tutto sesto e architrave e sulla fiancata sinistra.
All'interno opere del colligiano Giovanni Maria Tolosani, del Francolini da Colle (XIX secolo) ed altre di scuola fiorentina del XVI e XVII secolo.